# Holotrichia remorata
Holotrichia remorata är en skalbaggsart som beskrevs av Brenske 1894. Holotrichia remorata ingår i släktet Holotrichia och familjen Melolonthidae. Inga underarter finns listade i Catalogue of Life.